# Cratere Hopper
Hopper  è un cratere sulla superficie di Mercurio.